# 弗洛林·米纳
弗洛林·米纳（羅馬尼亞語：Florin Mina，1959年7月3日—），罗马尼亚前男子排球运动员。他曾代表罗马尼亚国家队参加1980年夏季奥林匹克运动会排球比赛，获得一枚铜牌。